# The Mars Volta (álbum)
The Mars Volta es el séptimo álbum de estudio de la banda estadounidense de rock progresivo The Mars Volta. Fue lanzado a través de Clouds Hill el 16 de septiembre de 2022. El álbum homónimo es el primero de la banda después de su álbum Noctourniquet (2012), luego de su posterior separación y reunión. Fue precedido por los tres sencillos "Blacklight Shine", "Graveyard Love" y "Vigil". La banda realizará una gira por América del Norte a partir de septiembre de 2022 en apoyo del disco.
Después de reunirse en secreto en 2019, los líderes de la banda Omar Rodríguez-López y Cedric Bixler-Zavala hicieron un esfuerzo consciente para romper con su anterior sonido de rock progresivo y grabar un álbum con influencia pop, con Bixler-Zavala abordando directamente las luchas recientes de su familia con Iglesia de la Cienciología en sus letras.
La banda realizará una gira por América del Norte a partir de septiembre de 2022 en apoyo del disco.

## Antecedentes
El vocalista de la banda, Cedric Bixler-Zavala, y el guitarrista Omar Rodríguez-López se separaron y disolvieron el grupo en 2012, pero en dos años se reconciliaron, formaron posteriormente el supergrupo Antemasque y trabajaron en el álbum At the Drive-In In•ter a•li•a (2017) antes de reagruparse como Mars Volta.
Un comunicado de prensa del álbum indicó que el álbum contiene solo "dos pistas de más de cuatro minutos", lo que marca un cambio del sonido de rock progresivo de la banda hacia un territorio sónico marcado por "toques más sutiles y ritmos caribeños". El mismo comunicado de prensa también decía que la banda está "más madura, más concisa, más enfocada" en el álbum.

## Lista de canciones
| N.º | Título                           | Duración |  |
| 1.  | «Blacklight Shine»               | 2:55     |  |
| 2.  | «Graveyard Love»                 | 3:14     |  |
| 3.  | «Shore Story»                    | 3:15     |  |
| 4.  | «Blank Condolences»              | 3:27     |  |
| 5.  | «Vigil»                          | 3:14     |  |
| 6.  | «Que Dios Te Maldiga Mi Corazón» | 1:41     |  |
| 7.  | «Cerulea»                        | 3:45     |  |
| 8.  | «Flash Burns from Flashbacks»    | 2:38     |  |
| 9.  | «Palm Full of Crux»              | 3:36     |  |
| 10. | «No Case Gain»                   | 2:41     |  |
| 11. | «Tourmaline»                     | 3:34     |  |
| 12. | «Equus 3»                        | 4:09     |  |
| 13. | «Collapsible Shoulders»          | 2:24     |  |
| 14. | «The Requisition»                | 4:12     |  |

## Personal
| The Mars Volta - Omar Rodríguez-López – guitarras, sintetizadores, dirección, arreglos; producción, ingeniero de sonido - Cedric Bixler-Zavala – voces, letras - Eva Gardner – bajo - Willy Rodriguez Quiñones – batería - Marcel Rodríguez-López – sintetizadores; ingeniero de sonido, mezcla Músicos adicionales - Leo Genovese – teclados - Daniel Díaz Rivera – percusión | Personal técnico - Jon Debaun – ingeniero de sonido - Chris Common – ingeniero de sonido - Luis Bacqué – ingeniero de sonido - Matthew Neighbour – edición - Chris von Rautenkranz – masterización - Stuart Gili-Ross – coordinador de producción - Alma L. Zayas – diseño, dirección de arte - Adan Guevara – diseño, layout |